# Великий сбор Организации украинских националистов
Великий сбор Организации украинских националистов (укр. Великий збір Організації українських націоналістів) — высший руководящий орган Организации украинских националистов (ОУН).

## І Великий сбор ОУН (Вена, 1929)
Первый Великий сбор ОУН, известный также как «Конгресс украинских националистов», состоялся в Вене в период 28 января — 3 февраля 1929 года. На нём было провозглашено создание ОУН, руководителем стал полковник Евгений Коновалец. В документах содержались общие мировоззренческие основы, политические взгляды на текущую ситуацию и структура организации.
Сбор принял ряд постановлений.

## ІІ Великий сбор ОУН (Рим, 1939)
Второй Великий сбор ОУН состоялся 27 августа 1939 года в Риме в доме бывшего руководителя украинской дипломатической миссии в Италии Евгения Онацкого (улица Corso d’Italia, 6). Открыл сбор Андрей Мельник. Заседания вёл президиум во главе с Емельяном Сеником. Резолюционная комиссия возглавлялась Ярославом Стецько и Николаем Сциборским.
Главным вопросом сбора была реализация «устного завещания» после смерти 23 мая 1938 года Евгения Коновальца — назначение руководителем ОУН полковника Андрея Мельника. Новый Устав ОУН уже официально предусматривал подобную преемственность: руководителя ОУН будет провозглашать Великий сбор на основе завещания предыдущего руководителя. Новым в Уставе было особое почтение к руководителю ОУН, который становился «вождём всей украинской нации», ответственным только перед «Богом, нацией и собственной совестью», и получал ряд полномочий, что фактически делало его диктатором в ОУН, чего не было ранее.
Произошли изменения и в вопросе внешней политики ОУН. До этого ОУН стояла на позициях полной независимости и опиралась только на собственные силы. Во время же председательства А. Мельника проявляется ориентация на Германию. Это проявилось и во время борьбы за независимость Закарпатской Украины, и позже.
Сбор принял политическую программу Организации украинских националистов, провозгласил украинский национализм идеологией ОУН, установил обустраивать Украинское государство на основе нациократии — «власти нации в государстве, опирающейся на организованное и солидарное сотрудничество всех социально-полезных слоев, объединённых — в соответствии с их общественными функциями — в представительных органах государственного управления».
Принятые в Риме решения и последующий раскол между мельниковцами и бандеровцами оказали значительное влияние на украинское националистическое движение в период Второй мировой войны и после неё. Обе фракции ОУН продолжали свою деятельность, взаимодействуя с различными политическими силами.

## ІІ Великий сбор ОУН(б) (Краков, 1941)
После раскола ОУН в феврале 1940 года, крыло, сплотившееся вокруг Степана Бандеры (ОУН(б)), решило провести свой собственный Второй Великий сбор, который состоялся 1—4 апреля 1941 года в Кракове. Руководителем нового крыла ОУН официально стал Степан Бандера, а его заместителем — Ярослав Стецько. Помимо них, членами Провода стали:
- Дмитрий Мирон
- Александр Гасин (возглавил военную референтуру)
- Василий Сидор (военным референт краевой экзекутивы ОУН на западноукраинских землях)

### Постановления
В решениях Сбора отмечалось, что украинское суверенное соборное государство является основой развития нации и принадлежит украинскому народу: «… Собственником всей земли и вод, подземных и надземных богатств, промыслов и путей сообщения является сам украинский народ и его государство… Украинская земля — украинским крестьянам, фабрики и заводы — украинским рабочим, украинский хлеб — украинскому народу». Провозглашалась плановая организация хозяйственной и социальной жизни на основах равенства всех украинцев в правах и обязанностях относительно нации и государства. Государственная собственность тяжёлой промышленности и транспорта. Предполагались оказание бесплатной медицинской помощи, поддержка малообеспеченных семей, сирот, инвалидов и людей старшего возраста, которые не могут самостоятельно обеспечить свои минимальные жизненные потребности.
В постановлении № 1, пункт № 6 записано право на свободу совести и религиозных культов, которые «не противны нравственной силе нации и интересам Украинского государства».
В военной и политической частях речь шла об обязанности членов ОУН бороться за независимость украинского государства, силовую защиту украинской нации, языка, культуры и традиций от московского порабощения. Также члены ОУН обязывались помогать всем народам, оказавшимся под московским игом, вести антимосковскую пропаганду и борьбу.

В решениях съезда прослеживались явные антисемитские мотивы — там, где речь шла о евреях как «опоре московско-большевистского режима»:
Евреи в СССР являются преданнейшей опорой господствующего большевистского режима и авангардом московского империализма на Украине. Московско-большевистское правительство использует антиеврейские настроения украинских масс, чтобы отвлечь их внимание от действительной причины бед и чтобы во время восстания направить их на еврейские погромы. Организация украинских националистов борется с евреями как с опорой московско-большевистского режима, одновременно разъясняя народным массам, что Москва — это главный враг.
Многие пункты этих постановлений касались воспитания, закаливания, идеологических взглядов, культуры и моральных ценностей самих членов ОУН.
Во исполнение постановления были приняты инструкции «Борьба и деятельность ОУН во время войны». Среди них была инструкция Службы Безопасности, которая определяла процедуру и порядок образования Украинской народной милиции на основах самоохраны как временного органа государственной безопасности.

В частности в принятой после Съезда инструкции «Борьба и деятельность ОУН во время войны» — декларировалось:
Во времена хаоса и смуты можно позволить себе ликвидацию нежелательных польских, московских и еврейских деятелей, особенно сторонников большевистско-московского империализма; национальные меньшинства делятся на: а) лояльные нам, собственно члены всех ещё угнетенных народов; б) враждебные нам — москали, поляки и евреи. а) имеют одинаковые права с украинцами…, б) уничтожать в борьбе, в частности тех, которые будут защищать режим: переселять в их земли, уничтожать, главным образом интеллигенцию, которую нельзя допускать ни в какие руководящие органы, вообще сделать невозможным «производство» интеллигенции, доступ к школам и т. п. Руководителей уничтожать… Ассимиляция евреев исключается.

## І конференция ОУН(б) (1941)
На первой конференции, прошедшей в конце сентября — начале октября 1941 года, было принято решение о переходе на нелегальное положение (подполье).

## ІІІ конференция ОУН(б) (1943)
Третья конференция ОУН(б) состоялась 17—21 февраля 1943 года в селе Теребежи (вблизи Олеско, Львовская область). В ней приняли участие: Николай Лебедь, Роман Шухевич, Василий Охримович, Мирослав Прокоп, Дмитрий Майивский, Зиновий Матла, Роман Кравчук, Михаил Степаняк. Исполняющего обязанности руководителя ОУН Николая Лебедя сместили, руководство принял триумвират в составе Зиновия Матлы, Дмитрия Маевского и Романа Шухевича. Часть делегатов, убеждённая в близком поражении Германии, высказывалась за то, чтобы как можно быстрее начать борьбу с немцами. Михаил Степаняк предложил начать восстание против немцев и выбить их из Украины до прихода Красной армии. После удачного антигерманского восстания, по его мнению, попытки Советского Союза завоевать эти земли выглядели бы в глазах западных союзников как империализм. Для поднятия восстания необходимо было объединение всех украинских сил, поэтому Степаняк выступал за объединение всех западноукраинских политических сил и создание многопартийного правительства. Однако, с другой стороны, делегаты указывали на необходимость борьбы ОУН с коммунистами и поляками. В показаниях Михаила Степаняк, касающихся постановлений III Конференции, говорится следующее: «… позже под влиянием Романа Шухевича политика ОУН в вопросе вооруженной борьбы отошла от постановлений конференции и пошла в направлении, которое на практике применил на Волыни командующий УПА Дмитрий Клячкивский, то есть борьбы против красных (советских) партизан и поляков.»
Шухевич подверг критике позицию Василия Кука, который поддерживал точку зрения М. Степаняка о всеукраинском вооружённом восстании против немцев, в том числе и в Галичине.
На третьей конференции ОУН(б) были окончательно решены вопросы создания УПА и определены главные враги украинского освободительного движения (нацисты, поляки и большевики).

## ІІІ Великий сбор ОУН (Тернопольщина, 1943)
Третий чрезвычайный Великий сбор ОУН(б) прошёл с 21 по 25 августа 1943 года на хуторах около села Золотая Слобода Козовского района Тернопольской области и стал одним из поворотных моментов в истории ОУН(б). В его ходе был оформлен отказ от идеологии интегрального национализма, были изменены программа и устав ОУН(б). Была одобрена линия Романа Шухевича и Дмитрия Клячкивского на создание повстанческой армии (УПА), провозглашена борьба и против «двух окупантов-империалистов» — III Рейха и СССР. Целью борьбы было выбрано строительство демократического и социально ориентированного украинского государства.